# ميره ديه (سقز)
قرية ميره ديه (بالكردية: میرەدێ) هي إحدى القرى التابعة لـمیره دیه في ريف قسم مركزي من مقاطعة سقز، في محافظة كردستان الإيرانية.

## السكان
حسب إحصاءات سنة 2006، بلغ إجمالي السكان في ميره ديه 805 نسمة وعدد المساكن 140 مسكن. لغة سكان ميره ديه هي اللغة الكردية و هم من أهل السنة والجماعة والمذهب الشافعي.